# Otec Stu
Otec Stu (v originále Father Stu) je životopisný dramatický film z roku 2022 s Markem Wahlbergem v hlavní roli Stuarta Longa, boxera, který se stal katolickým knězem a žije s progresivním onemocněním svalů. Film napsala a režírovala Rosalind Ross, pro niž to byl režijní debut. Film byl natočen s rozpočtem 4 miliony dolarů.
Sony Pictures Releasing uvedlo film do amerických kin 13. dubna 2022 během křesťanského Velikonočního týdne. Film od kritiků získal smíšené recenze. Celosvětově vydělal 21,8 milionu dolarů.

## Děj
Stuart Long, vulgární amatérský boxer z Heleny v Montaně, má problematický vztah se svými rodiči, kteří jsou od smrti jeho bratra nepřátelští k náboženství. Stěhuje se do jižní Kalifornie, aby se věnoval herecké kariéře, a najde si práci v potravinářství. Je zatčen za řízení pod vlivem alkoholu a pokusí se ukrást otci nákladní auto, aby se dostavil na konkurz.
Při práci v obchodě se Stu seznámí s Carmen, kterou sleduje do místního katolického farního sboru, kde vyučuje nedělní školu. Ta odmítá jeho návrhy a říká mu, že by na rande s ním ani nepomyslela, dokud se nenechá pokřtít. Stu souhlasí a začíná ve farnosti přípravu na křest.  Po Stuově křtu začínají s Carmen chodit.
Když Stu získá hereckou roli v reklamě, čelí zklamání a jednoho večera jde do baru, kde mu tajemný muž poradí, aby cestou domů neřídil. Stu jeho radu ignoruje a opilý řídí motocykl. Narazí do auta, je vymrštěn z motocyklu a přejede ho další auto. Stu je těžce zraněn, upadá do bezvědomí a vidí vizi Panny Marie, která mu říká, že nemůže zemřít marně. Stu je převezen do nemocnice a zázračně se uzdraví.
Stu cítí povolání ke kněžství více než k manželství a rozhodne se vstoupit do semináře. Jeho rodiče a Carmen se ho snaží odradit, ale marně. Stu je nejprve odmítnut, ale odvolá se a je přijat.
Jednoho dne při hraní basketbalu Stu upadne a nedokáže se zvednout. Je mu diagnostikována inkluzní myositida, vzácná svalová nemoc, a prognóza je špatná. Stu je na Boha naštvaný, ale rozhodne se, že jeho utrpení je darem, který ho přiblížil ke Kristovu utrpení, a v semináři pokračuje, i když s obtížemi. Carmen, nyní zasnoubená s jiným mužem, navštíví Stua a podporuje jeho cíl.
Stu začíná ztrácet cit v rukou. Rektor říká Stuovi, že ho kvůli tomu nemůže vysvětit, a Stu se přestěhuje zpět do Montany se svými rodiči, kteří se o něj starají. Jeho otec navštěvuje Anonymní alkoholiky, kde přiznává, že se cítí částečně zodpovědný za stav svého syna.
Farníci ze Stuova a Carmenina kostela v Kalifornii požádali diecézi v Heleně, aby ho vysvětila. Biskup souhlasí a Stu je vysvěcen. Začíná své poslání v Montaně a rychle navazuje vztahy s lidmi. Stu je později umístěn do zařízení s kvalifikovanou ošetřovatelskou péči, kde pokračuje ve svém poslání a lidé k němu denně přicházejí.
Jacob, kolega ze semináře, ho navštíví a během zpovědi a přizná, že se nikdy necítil schopný stát se knězem a snažil se o to jen proto, aby potěšil svého otce. Stu ho ujišťuje, že existují i jiné způsoby, jak sloužit Bohu. Stu umírá ve věku 50 let.

## Obsazení
- Mark Wahlberg jako otec Stuart "Stu" Long
- Jacki Weaver jako Kathleen Long, Stuova matka
- Mel Gibson jako William "Bill" Long, Stuův odcizený otec
- Teresa Ruiz jako Carmen
- Aaron Moten jako Ham
- Cody Fern jako Jacob
- Carlos Leal jako otec Garcia
- Malcolm McDowell jako Monsignore Kelly
- Jack Kehler jako Curtis
- Niko Nicotera jako Barfly
- Annet Mahendru jako Panna Marie
- Tony Amendola jako trenér Beech
- Patricia Belcher jako Maude
- Colleen Camp jako recepční v motelu
- Winter Ave Zoli jako Allison
- De'Aundre Bonds jako Gerald
- Michael Fairman jako Randall
- Ronnie Gene Blevins jako Joe
- Ned Bellamy jako Dr. Novak